# Брэгг, Билли
Билли Брэгг (англ. Billy Bragg, настоящее имя — Стивен Уильям Брэгг, род. 20 декабря 1957 года) — британский рок-музыкант, автор-исполнитель левого фолка, в творчестве которого (согласно Allmusic) соединились «правоверный гнев панк-рока и социально ориентированная фолк-традиция Вуди Гатри и Боба Дилана».
Брэгг, музыкальная карьера которого продолжается четвёртое десятилетие, считается одним из основателей и лидеров фолк-панк движения 1980-х годов; в числе музыкантов, с которыми он записывался за эти годы, — Натали Мерчант, Джонни Марр, Хэнк Уэнгфорд, Florence and the Machine, Кейт Нэш, Леон Россельсон, участники R.E.M., Мишель Шокд, Less Than Jake, Kitty Daisy & Lewis, Кёрсти Макколл, Wilco. Исполняя свои песни один, под аккомпанемент электрогитары, Брэгг, согласно Trouser Press, возродил фолк-песню «в самой её сути, без внешней атрибутики, но в революционно-красном цвете полит-авантюризма а-ля Вуди Гатри»; использовав простейшие средства самовыражения, «сумел продемонстрировать необычайные силу и глубину» — как в протестной, так и в романтической рок-лирике.
Брэгг, с первых дней своей музыкальной карьеры принимавший активное участие в благотворительных и социально-политических мероприятиях, продолжает регулярно выступать на демонстрациях и митингах, в частности, на сцене ежегодного Tolpuddle Martyrs festival. Улица Брэгг-клоуз (Bragg Close) в Дагенхэме названа его именем

## Биография
Стивен Уильям Брэгг (англ. Stephen William Bragg) родился 20 декабря 1957 года в районе  Баркинге (Лондон), Англия, в семье Денниса Фредерика Остина Брэгга, работавшего помощником менеджера в магазине головных уборов, и Мари Виктории Д’Урсо (англ. Marie Victoria D'Urso). Начальное и среднее образование он получил в школе при Баркингском аббатстве (Barking Abbey Secondary School) в Эссексе.

### Музыкальная карьера
Билли Брэгг начал свою музыкальную карьеру в паб-/панк-рок-группе Riff Raff, с которой много выступал в лондонских пабах и клубах и выпустил серию синглов, успеха не имевших. Всё это время Брэгг работал с компании Guy Norris Records в Баркинге. Разочаровавшись в музыкальной карьере, он в мае 1981 году отправился служить в британскую армию, поступив в Королевский полк ирландских гусар (Queen’s Royal Irish Hussars), подразделение Royal Armoured Corps. Несколько месяцев спустя, выплатив £175, он вернулся домой, поступил на работу в музыкальный магазин и начал писать песни уже в ключе фолк- и панк-традиции.
Вскоре Брэгг вышел в своё первое британское турне и, выступая повсюду, где только его соглашались принять (а иногда просто на улицах), быстро создал себе прочную аудиторию. Первая демо-плёнка Брэгга поначалу не заинтересовала представителей музыкальной индустрии, но в какой-то момент под видом специалиста по ремонту телевизоров он проник в офис Питера Дженнера, руководившего тогда отделом артистов и репертуара Charisma Records. Дженнеру запись понравилась, но его компания находилась на грани банкротства и не обладала ресурсами для заключения новых контрактов. В конечном итоге Брэггу было предложено записать ещё несколько песен для издательского крыла записывающей компании, и Дженнер выпустил дебютный EP Life’s a Riot with Spy vs. Spy (1983) на Utility Records, только что созданном импринте Charisma.
Брэгг продолжил «раскручивать» альбом, пользуясь необычными методами. Услышав в радиопрограмме Джона Пила, что радиоведущий проголодался, он тут же отправился на BBC и принес в студию грибной бириани. Пил в благодарность поставил в эфире песню из альбома, но, как вскоре выяснилось, — не на той скорости (диск, выпущенный в 12-дюймовом формате, был, в сущности, макси-синглом, рассчитанным на 45 оборотов в минуту). Несколько месяцев спустя Charisma перешла в собственность Virgin Records и Дженнер, оставшийся без работы, стал менеджером Билли Брэгга.
Мини-альбом вошёл в UK Indie Charts на #1 и провёл там 26 недель (этот показатель мог бы быть выше, но релиз оказался исключён из списков после того, как начал распространяться по мэйджор-каналам). Этому предшествовал перевыпуск: пресс-агент Stiff Records Энди Макдональд (англ. Andy Macdonald), занимавшийся созданием собственного лейбла Go! Discs, получив экземпляр альбома Life’s a Riot with Spy Vs. Spy, подписал с Virgin дистрибутивный договор и в ноябре 1983 года перевыпустил пластинку на собственном лейбле. После этого в январе 1984 года альбом поднялся до #30 в UK Album Charts.
В 1984 году вышел второй альбом Brewing Up with Billy Bragg (Go! Disc Records, 1984), в котором наряду с политическими песнями («Says Here») были представлены и романтические баллады («The Saturday Boy»); он поднялся до #16 в Британии. Год спустя Брэгг выпустил Between the Wars EP (#15 UK), сборник политических песен, включавший в себя кавер-версию «The World Turned Upside Down» Леона Россельсона. В 1985 году сингл «A New England», с добавленным куплетом стал британским хитом в исполнении  певицы Керсти Макколл.
В 1986 году Билли Брэгг выпустил альбом Talking with the Taxman about Poetry, ставший первым его релизом, имевшим большой коммерческий успех (#8 UK). Заголовок пластинки был заимствован у В. Маяковского; на её обложке было приведено само это оригинальное стихотворение («Разговор с фининспектором о поэзии») в английском переводе. В альбом Back to Basics (#37 UK, 1987) вошли песни трёх первых пластинок: Life’s A Riot With Spy Vs. Spy, Brewing Up with Billy Bragg и Between The Wars EP. В том же году Билли Брэгг (в сопровождении MTV) посетил СССР, в частности, выступил с «Аквариумом» в ГЦОЛИФКе (зал тяжелой атлетики «Измайлово»). Год спустя его следующий визит сюда был документирован финским режиссёром Ханну Путтоненом, снявшим фильм «Мистер Брэгг едет в Москву» (Mr. Bragg Goes To Moscow), выпущенный компанией Visionary Ltd. В целом, как отмечалось впоследствии, леворадикальные идеи Брэгга были встречены в СССР с равнодушием.
В мае 1988 года благотворительный сингл в поддержку организации Childline «She's Leaving Home» (в исполнении дуэта Билли Брэгг — Кэра Тайви) и «With a Little Help from My Friends» (Wet Wet Wet) поднялся на вершину британского хит-парада.
В сентябре 1988 года вышел четвёртый студийный альбом Брэгга Workers Playtime, впервые записанный в сопровождении аккомпанирующего ансамбля. Затем последовал мини-альбом политических песен The Internationale (1990): здесь автор вернулся к прежнему стилю исполнения, хоть и выполнил некоторые свои композиции в сравнительно усложнённых аранжировках, с использованием оркестра духовых инструментов. В числе песен, включенных в него, было посвящение Филу Оксу «I Dreamed I Saw Phil Ochs Last Night», адаптация песни Эрла Робинсона «I Dreamed I Saw Joe Hill Last Night», которая в свою очередь была написана по мотивам стихотворения Альфреда Хэйнса.
В сентябре 1991 года вышел альбом Don't Try This at Home; сингл из него, «Sexuality», поднялся до #27 в Британии. Энди и Джульет Макдональд, руководители Go! Discs Records предложили Брэггу контракт на выпуск четырёх альбомов с выплатой миллионного аванса; авантюра не только не оправдала себя, но и стала причиной финансовых трудностей для компании. В обмен на согласие прервать действие контракта и вернуть часть аванса певец получил все права на свой бэк-каталог. Раскрутку альбома он продолжил уже с аккомпанирующей группой The Red Stars, с состав которой вошёл бывший участник Riff Raff по имени Уигги (Wiggy).

Следующий альбом William Bloke вышел в 1996 году: пятилетнюю паузу Брэгг использовал, чтобы заняться семьёй, в частности, — воспитанием сына. В том же году Нора Гатри (дочь Вуда Гатри) попросила Брэгга положить на музыку некоторые ранее не издававшиеся стихи отца. Так началось сотрудничество Брэгга с американской группой Wilco; при участии Натали Мёрчант они выпустили альбомы Mermaid Avenue (1998) и Mermaid Avenue Vol. II (2000). Работу на двумя альбомами Mermaid Avenue документировал фильм «Man in the Sand».

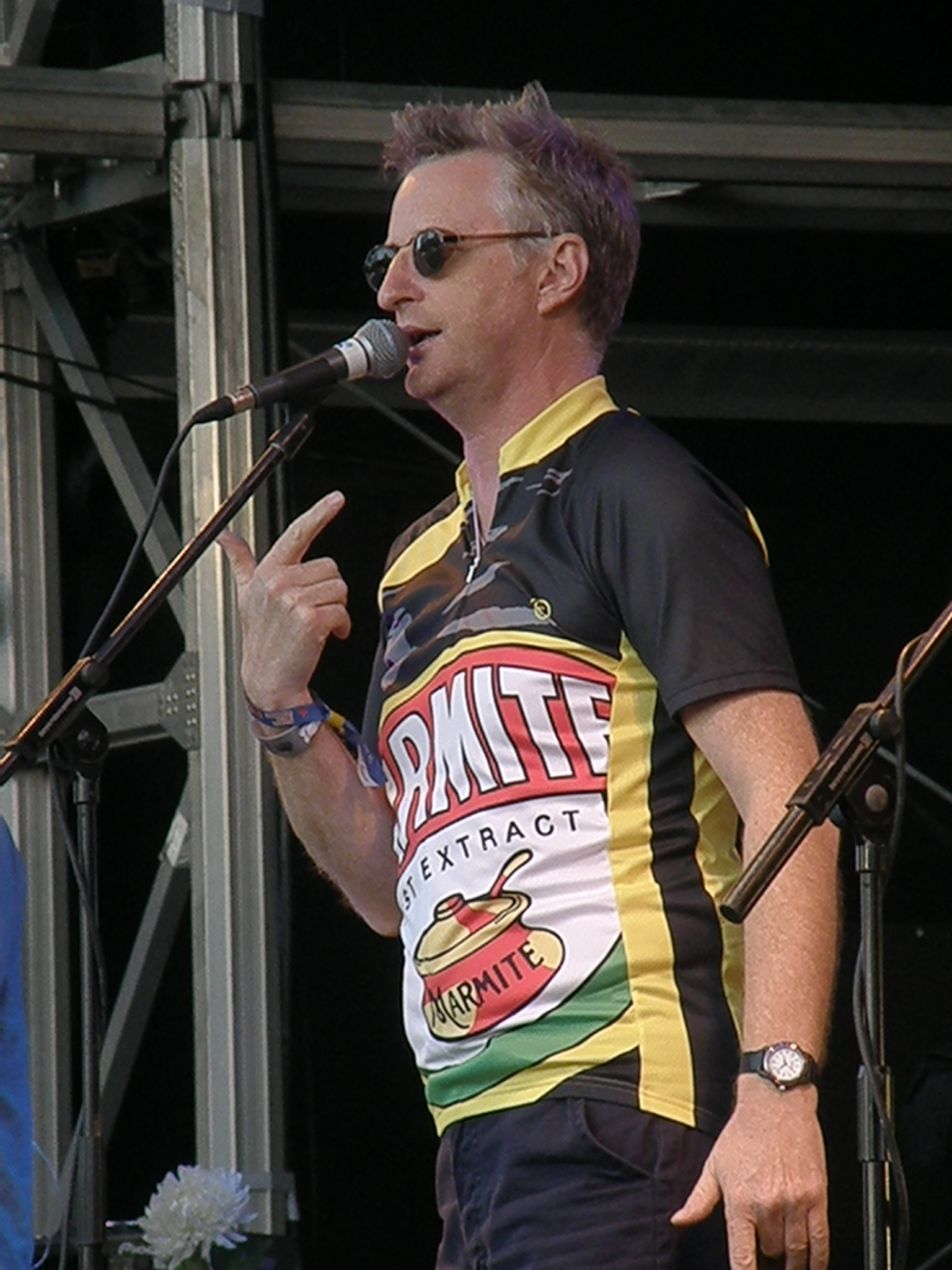
Брэгг на фестивале The Imagined Village, 20 июля 2008 года

После прекращения совместной работы с Wilco Брэгг собрал собственную группу The Blokes, в состав которой вошли клавишник Иэн Маклаган, игравший в начале 1970-х годов с The Faces, одной из любимых групп Билли Брэгга, а также гитаристы Лу Эдмондс и Бен Мендельсон, барабанщик Мартин Бейкер и басист Саймон Эдвардс. В 2001 году Брэгг перебрался из Лондона в Дорсет и поселился в сельской местности. В 2005 году на сцене фестиваля Beautiful Days в Девоне Билли Брэгг выступил в сопровождении The Levellers; совместно они исполнили несколько песен The Clash, отметив таким образом день рождения Джо Страммера.
В 2007 году Брэгг вернулся к фолк-«корням», присоединившись к коллективу The Imagined Village и записав альбом версий народных английских песен и танцевальной музыки. Осенью того же года он провёл с группой турне, после чего в марте 2008 года выпустил альбом Mr. Love & Justice — второй, названный им в честь книги Колина Макиннеса.
В 2008 году на церемонии вручения NME Awards Брэгг выступил с Кейт Нэш, исполнив «Foundations» и «A New England». Брэгг сотрудничал также с поэтом и драматургом Патриком Джонсом, сопровождавшим его в турне.
В 2008 году Брэгг сыграл небольшую роль в фильме Стюарта Бамфорта A13: Road Movie. В апреле-мае 2010 года он принимал участие в постановке пьесы «Падение давления» (Pressure Drop) (Wellcome Collection, Лондон); в ходе спектакля он исполнял с ансамблем свои новые песни. Весной 2010 года стало известно также, что он приглашён одним из кураторов возрождённой сцены «левого рока» Leftfield на Glastonbury Festival 2010 года.

## Общественно-политическая деятельность
Билли Брэгг участвовал во многие политических движениях и акциях левого толка, выступая против политики консерваторов, расизма, фашизма, гомофобии, что нередко находило отражение и в текстах его песен. Брэгг был одним из тех, кто активно поддерживал всеобщую забастовку британских шахтеров (1984—1985). Год спустя он основал музыкальный альянс Red Wedge, главной задачей которого было — убеждать молодёжь голосовать за лейбористов против консерваторов в ходе всеобщих выборов 1987 года. После поражения лейбористов и очередной победы Маргарет Тэтчер, Брэгг присоединился к движению Charter 88, выступавшего за реформу британской избирательной системы. Брэгг записал и не раз исполнял свои версии знаменитых социалистических гимнов: «Интернационал» и «The Red Flag».
В 1999 году Брэгг выступил перед парламентской комиссией, обсуждавшей возможности реформирования второй палаты британского Парламента. В ходе выборов 2001 года Брэгг развернул кампанию «тактического голосования», поставив перед собой задачу сместить в Дорсете кандидатов консервативной партии. В результате с небольшим перевесом в Южном Дорсете победу одержали лейбористы, а в Западном Дорсете преимущество консерваторов было сокращено.
Хотя Брэгг — антифашист и сторонник независимости Шотландии, в новом веке одной из основных тем, которые заинтересовали его, был английский патриотизм: исследованию разнообразных его аспектов он посвятил альбом England, Half-English (2002) и книгу The Progressive Patriot (2006), основная идея которой состояла в том, что английские социалисты имеют возможность лишить правых монополии на право считаться «истинными патриотами». Брэгг участвовал в дискуссиях с Социалистической рабочей партией, считающих это отходом от интернационализма. В статье 2004 в The Guardian Брэгг писал, что приветствовал бы избрание членов Британской национальной партией (BNP) в Парламент: «Это высветило бы тот грязный маленький уголок, в котором BNP испражняется на нашу демократию, и это такое высвечивание имело бы больший эффект, чем уличный их разгром, что, впрочем, я бы тоже поддержал».
При этом на всеобщих выборах в своё округе (Bethnal Green and Bow) Брэгг поддержал Уну Кинг, поддерживавшую войну в Ираке, а не Джорджа Гэллоуэя, критиковавшего войну, исключительно по той причине, что считал, что раскол лейбористского электората позволит консерваторам получить это место. В результате, Гэллоуэй выиграл выборы и стал единственным представителем партии Respect от этого округа.
В 2011 году участвовал в движении Occupy.

## Дискография

### Студийные альбомы
- Life’s a Riot with Spy vs Spy (1983)
- Brewing Up with Billy Bragg (1984)
- Talking with the Taxman About Poetry (1986)
- Back to Basics (1987)
- Workers Playtime (1988)
- The Internationale (1990)
- Don’t Try This at Home (1991)
- William Bloke (1996)
- Bloke on Bloke (1997)
- Mermaid Avenue (1998) (с Wilco)
- Mermaid Avenue Vol. II (2000) (с Wilco)
- England, Half-English (2002) (с Blokes)
- Mr Love & Justice (2008)
- Mermaid Avenue: The Complete Sessions (2012)
- Tooth & Nail (2013)
- Bridges Not Walls (2017)
- The Million Things That Never Happened (2021)

### Сборники
- Back to Basics (1987)
- The Peel Sessions (1987)
- The Peel Sessions Album (1991)
- Victim of Geography (1993)
- Life's a Riot Between the Wars (1996)
- Reaching to the Converted (1999)
- Must I Paint You a Picture? The Essential Billy Bragg (2003)
- Billy Bragg Volume 1 (2006)
- Billy Bragg Volume 2 (2006)
- Fight Songs (2011) (сборник песен, ранее доступных для свободного скачивания)
- Best of Billy Bragg at the BBC 1983 (2019)